# ABCnews.com.co
ABCnews.com.co era un sitio web de noticias falsas que imitaba la URL, el diseño y el logo del sitio web de ABC News.Muchas de las historias publicadas por ABCnews.com.co fueron ampliamente difundidas antes de ser desmentidas.
La página de descargo de responsabilidad del sitio web indicaba como su dirección principal la de la Iglesia Bautista de Westboro.
Paul Horner, el dueño del sitio, afirmó ganar 10,000 dólares al mes gracias al tráfico publicitario.
En octubre de 2017, ABCnews.com.co fue cerrado,y su dominio expiró unos días después.

## Ejemplos de noticias falsas
ABCnews.com.co difundió historias sobre figuras y organizaciones destacadas, entre ellas:
- Manifestantes anti-Trump contratados a través de Craigslist recibían pagos de hasta 3,500 dólares.[5][6]
- El Chapo se escapó nuevamente de una prisión mexicana.[9]
- El presidente Barack Obama firmó una orden prohibiendo la venta de armas de asalto.[3]
- Michael Jordan tenía la intención de trasladar a los Charlotte Hornets fuera de Carolina del Norte si el estado no revocaba una ley que prohibía a las personas transgénero el acceso a los baños.[10]
- La Corte Suprema de los Estados Unidos revocó el estatus de exención de impuestos de la Iglesia de la Cienciología.[11]